# Trichomaris invadens
Trichomaris invadens — вид грибів, що належить до монотипового роду  Trichomaris.
Цей гриб викликає захворювання крабів (Chionoecetes bairdi). Він утворює шар темних гіф на екзоскелеті уражених господарів. Перитекії (вид клейстотецій) утворюються поверх цього шару і утворюють аскоспори з характерними желеподібними придатками. Імовірно, спори можуть заразити нових господарів.